# Arc d'Elne
L'arc d'Elne est une arcade du XVIe siècle située dans une rue à Elne, dans les Pyrénées-Orientales.

## Description
L'arc est situé entre les numéros 10 et 12 de la rue Constantin et donne accès à une petite impasse. Celle-ci a sans doute abrité des ateliers d'artisans dont on peut retrouver les emblèmes de métier sculptés sur la clé de l'arc en marbre en plein cintre, ainsi que la date de 1569.
Le 19 décembre 1972, l'arc d'Elne est inscrit aux Monuments historiques.

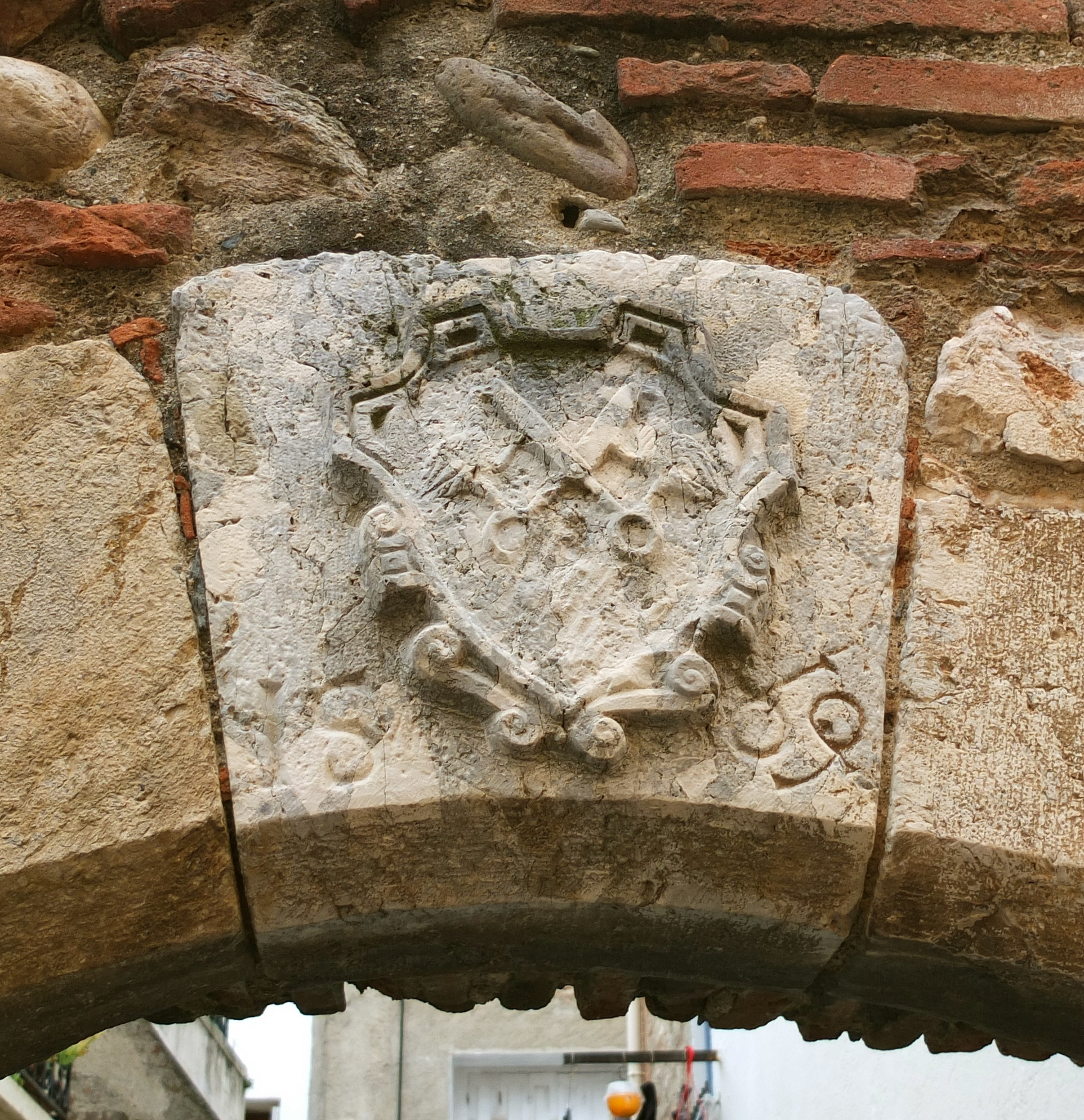
La clé de l'arc.